# 伊屠智牙师
伊屠智牙师（？—？），一称伊屠知牙师，匈奴呼韩邪单于和王昭君的儿子。
汉元帝竟宁元年（前33年），王昭君和亲匈奴，下嫁呼韩邪单于，呼韩邪单于称王昭君为宁胡阏氏。王昭君为呼韩邪单于生下一个男孩，名叫伊屠智牙师，被封为右日逐王。
呼韩邪单于生前立长子雕陶莫皋为左贤王，并与他约定要兄終弟及，雕陶莫皋及之后五位单于均为呼韩邪单于之子，到了呼都而尸道皋若鞮单于时期，右谷蠡王伊屠知牙师按次序应该担任左贤王，但是呼都而尸道皋若鞮单于希望传位给自己的儿子乌达鞮侯，于是杀死了伊屠智牙师。
伊屠智牙师的侄子、乌珠留单于的长子比见到伊屠智牙师被杀，口出怨言说：“以兄弟相传的次序来说，右谷蠡王应该做左贤王；按父子相传的顺序来说，我是前单于的长子，我应该做左贤王。”于是比的心里抱有猜疑恐惧，参加庭会的次数就很少了。